# Listă de regizori de film - I
|  | Liste alfabetice de regizori de film A - B - C - D - E - F - G - H - I - J - K - L - M - N - O - P - Q - R - S - T - U - V - W - X - Y - Z |

| - Kon Ichikawa - Mirel Ilieșiu - Eugen Illés (1879 - 1951) - Kwontaek Im - Shôhei Imamura | - Rex Ingram - Alejandro González Iñárritu - Otar Iosseliani (* 1934) - Sôgo Ishii (* 1957) - Juzo Itami (1933 - 1997) | - Olaf Ittenbach - Joris Ivens - James Ivory - Serghei Iutkevici |